# Shouguo-Tempel
Der Shouguo-Tempel (chinesisch 寿国寺, Pinyin Shòuguó sì, englisch Shouguo Temple, tibetisch bkra shis dar rgyas gling) ist ein Tempel der Karma-Kagyü-Schule des tibetischen Buddhismus. Er befindet sich im Autonomen Kreis Weixi der Lisu im Autonomen Bezirk Dêqên der Tibeter im Nordwesten der chinesischen Provinz Yunnan im Dorf Gedingluo der Gemeinde Kangpu. Er stammt aus der Zeit der Qing-Dynastie. Er wurde 1734 erbaut und im selben Jahrhundert durch ein Feuer zerstört und wieder aufgebaut. 
Der Shouguo-Tempel steht seit 2006 auf der Liste der Denkmäler der Volksrepublik China (6-760).